# 전북특별자치도의 기념물 (제1호 ~ 제100호)
전북특별자치도 기념물은 지방기념물 중에서 전북특별자치도 내에 있는 문화재를 의미한다. 최고의 문화재로 지정되지 않은 것들 중 패총, 고분, 성지, 궁지 등의 사적지 중 역사적, 학술적 가치가 있는 것, 경승지로서 예술적 기교, 관람 가치가 있는 및 동물, 식물, 광물, 동굴 등에서 학술적인 가치가 있는 것"을 대상으로 전북특별자치도지사가 조례에 따라 지정한다.

## 지정목록

### 제1호 ~ 제100호
| 번호  | 사진 | 명칭                                                                                                | 소재지                                                 | 관리자 (단체)                  | 지정일                                                                 | 참조 |
| 1호   |      | 모질메산성 (모질메山城)                                                                             | 전북 익산시 왕궁면 왕궁리                              | 익산군                         | 1974년 9월 27일 지정, 1998년 9월 17일 해제, 사적 제408호로 승격        |      |
| 2호   |      | 구천동주목군총 (九千洞朱木群叢)                                                                     | 전북 무주군 설천면 삼공리 산109                        | 무주군                         | 1971년 12월 2일 지정                                                   |      |
| 3호   |      | 조경단 (肇慶壇)                                                                                     | 전북 전주시 덕진구 덕진동 1가 산28                     | 전주시                         | 1973년 6월 23일 지정                                                   |      |
| 4호   |      | 남고산성 (南固山城)                                                                                 | 전북 전주시 완산구 동서학동                            | 전주시                         | 1973년 6월 23일 지정, 1981년 12월 10일 해제, 사적 제294호로 승격       |      |
| 5호   |      | 신재효선생서재 (申在孝先生書齋)                                                                     | 전북 고창군 고창읍 읍내리 453                          | .                              | 1973년 6월 23일 지정, 1979년 1월 23일 해제, 중요민속자료 제39호로 승격 |      |
| 6호   |      | 이병기 선생 생가 (李秉岐 先生 生家)                                                                 | 전북 익산시 여산면 원수리 573                          | 윤옥병                         | 1973년 6월 23일 지정                                                   |      |
| 7호   |      | 지행당 (地行堂)                                                                                     | 전북 전주시 덕진구 호성동 1가 481번지                  | 진주강씨종친                   | 1973년 6월 23일 지정                                                   |      |
| 8호   |      | 만인의총 (萬人義塚)                                                                                 | 전북 남원시 향교동 628                                 | 남원시                         | 1973년 6월 23일 지정, 1981년 4월 1일 해제, 사적 제272호로 승격         |      |
| 9호   |      | 남원교룡산성 (南原蛟龍山城)                                                                         | 전북 남원시 산곡동 16-1                                | 남원시                         | 1973년 6월 23일 지정                                                   |      |
| 10호  |      | 남원유곡리및두락리고분군 (南原酉谷里및斗洛里古墳群)                                                 | 전북 남원시 동면 유곡리 746-1,가영면 두락리 688-2      | 남원시                         | 1973년 6월 23일 지정                                                   |      |
| 11호  |      | 무장남문과토성 (무장남문과토성)                                                                     | 전북 고창군 무장면 성내리                              | 고창군                         | 1973년 6월 23일 지정, 1991년 2월 26일 해제, 사적 제346호로 승격        |      |
| 12호  |      | 익산미륵산성 (益山彌勒山城)                                                                         | 전북 익산시 금마면 신용리 124-1                        | 익산시                         | 1973년 6월 23일 지정                                                   |      |
| 13호  |      | 익산낭산산성 (益山郎山山城)                                                                         | 전북 익산시 낭산면 낭산리 산48                         | 익산시                         | 1973년 6월 23일 지정                                                   |      |
| 14호  |      | 익산백제토기도요지 (益山百濟土器陶窯址)                                                             | 전북 익산시 금마면 신용리 92-2                         | 익산시                         | 1973년 6월 23일 지정                                                   |      |
| 15호  |      | 남원금남재 (南原錦南齋)                                                                             | 전북 남원시 노암동 564                                 | 오병도                         | 1973년 6월 23일 지정                                                   |      |
| 16호  |      | 오목대 이목대 (梧木臺, 梨木臺)                                                                      | 전북 전주시 완산구 교동 산1-3번지                      | 전주시                         | 1974년 9월 24일 지정                                                   |      |
| 17호  |      | 위봉산성 (威鳳山城)                                                                                 | 전북 완주군 소양면 대흥리 1675                         | 완주군                         | 1974년 9월 24일 지정, 2006년 4월 6일 해제, 사적 제471호로 승격         |      |
| 18호  |      | 유애사 (遺愛祠)                                                                                     | 전북 정읍시 과교동 344-1                               | 정읍시                         | 1974년 9월 24일 지정                                                   |      |
| 19호  |      | 전봉준선생생가 (全琫準先生生家)                                                                     | 전북 정읍시 이평면 장내리 458                          | 정읍시                         | 1974년 9월 27일 지정, 1981년 11월 28일 해제, 사적 제293호로 승격       |      |
| 20호  |      | 우금산성 (禹金山城)                                                                                 | 전북 부안군 상서면 감교리 산99                         | 부안군                         | 1974년 9월 24일 지정                                                   |      |
| 21호  |      | 이석정선생생가 (李石亭先生生家)                                                                     | 전북 김제시 백산면 상정리 206외 5필지                  | 이재진                         | 1974년 9월 27일 지정                                                   |      |
| 22호  |      | 반계선생유적지 (磻溪先生遺蹟地)                                                                     | 전북 부안군 보안면 우동리 128-1                        | 부안군                         | 1974년 9월 27일 지정                                                   |      |
| 23호  |      | 간재선생유지 (艮齋先生遺址)                                                                         | 전북 부안군 계화면 계화리69                            | 부안군                         | 1974년 9월 27일 지정                                                   |      |
| 24호  |      | 문학대 (文學臺)                                                                                     | 전북 전주시 완산구 효자동 3가 334-1번지                | 이남진                         | 1976년 4월 3일 지정                                                    |      |
| 25호  |      | 웅치전적지 (熊峙戰蹟地)                                                                             | 전북 완주군 소양면 신촌리 산18-1                       | 완주군                         | 1976년 4월 2일 지정                                                    |      |
| 26호  |      | 이치전적지 (梨峙戰蹟地)                                                                             | 전북 완주군 운주면 산북리 산12-1외 3필지               | 완주군                         | 1976년 4월 2일 지정                                                    |      |
| 27호  |      | 칠연의총 (七淵義塚)                                                                                 | 전북 무주군 안성면 공정리 산6                          | 무주군                         | 1976년 4월 2일 지정                                                    |      |
| 28호  |      | 채석강 (彩石江)                                                                                     | 전북 부안군 변산면 격포리 301-1외                      | 부안군                         | 1976년 4월 2일 지정, 2004년 11월 17일 해제, 명승 제13호로 승격         |      |
| 29호  |      | 적벽강 (赤壁江)                                                                                     | 전북 부안군 변산면 격포리 252-20                       | 부안군                         | 1976년 4월 2일 지정, 2004년 11월 17일 해제, 명승 제13호로 승격         |      |
| 30호  |      | 정유재란호벌치전적지 (丁酉再亂胡伐峙戰蹟地)                                                         | 전북 부안군 상서면 감교리 796-3                        | 부안군                         | 1976년 4월 2일 지정                                                    |      |
| 31호  |      | 백산성지 (白山城址)                                                                                 | 전북 부안군 백산면 용계리 12-4                         | 부안군                         | 1976년 4월 2일 지정, 1988년 9월 17일 해제, 사적 제409호로 승격         |      |
| 32호  |      | 최호장군유지 (崔湖將軍遺址)                                                                         | 전북 군산시 개정면 발산리 421                          | 최창식                         | 1976년 4월 2일 지정                                                    |      |
| 33호  |      | 만석보지 (萬石洑址)                                                                                 | 전북 정읍시 이평면 하송리 17-1                         | 정읍시                         | 1976년 4월 2일 지정                                                    |      |
| 34호  |      | 황토현전적지 (황토현전적지)                                                                         | 전북 정읍시 덕천면 하학리 산11-4외                     | 정읍시                         | 1976년 4월 3일 지정, 1981년 12월 10일 해제, 사적 제295호로 승격        |      |
| 35호  |      | 마이산탑 (馬耳山塔)                                                                                 | 전북 진안군 마령면 동촌리 8                            | 이왕선                         | 1976년 4월 2일 지정                                                    |      |
| 36호  |      | 태평봉수대 (太平烽燧臺)                                                                             | 전북 진안군 주천면 대불리 31-2                         | 진안군                         | 1977년 12월 31일 지정                                                  |      |
| 37호  |      | 남원성 (南原城)                                                                                     | 전북 남원시 동충동 64-1                                | 남원시                         | 1977년 12월 31일 지정, 1982년 11월 3일 해제, 사적 제298호로 승격       |      |
| 38호  |      | 아막성 (阿莫城)                                                                                     | 전북 남원시 아영면 성리 83                             | 남원시                         | 1977년 12월 31일 지정                                                  |      |
| 39호  |      | 인촌선생생가 (仁村先生生家)                                                                         | 전북 고창군 부안면 봉암리 473                          | 김병표                         | 1977년 12월 31일 지정                                                  |      |
| 40호  |      | 사산리와요지 (士山里瓦窯址)                                                                         | 전북 부안군 주산면 사산리 122                          | 부안군                         | 1979년 12월 27일 지정                                                  |      |
| 41호  |      | 마산동굴 (馬山洞窟)                                                                                 | 전북 무주군 적상면 사산리 산78                         | 권종수                         | 1979년 12월 27일 지정                                                  |      |
| 42호  |      | 백련사계단 (白蓮寺戒壇)                                                                             | 전북 무주군 설천면 삼공리 산107                        | 백련사                         | 1979년 12월 27일 지정                                                  |      |
| 43호  |      | 효감천 (孝感泉)                                                                                     | 전북 고창군 신림면 외화리 산39                         | 오연수                         | 1980년 3월 8일 지정                                                    |      |
| 44호  |      | 동고산성 (東固山城)                                                                                 | 전북 전주시 완산구 대성동 산25번지                     | 전주시                         | 1981년 4월 1일 지정                                                    |      |
| 45호  |      | 내흥동패총 (內興洞貝塚)                                                                             | 전북 군산시 내흥동 332-9                               | 군산시                         | 1981년 4월 1일 지정, 1999년 4월 23일 해제, 문화재적 가치 낮음          |      |
| 46호  |      | 논개사당 (論介祠堂)                                                                                 | 전북 장수군 장수읍 두산리 산3                          | 장수군                         | 1981년 4월 11일 지정                                                   |      |
| 47호  |      | 초촌리고분군 (草村里古墳群)                                                                         | 전북 남원시 이백면 초촌리 산6-1                        | 남원시                         | 1981년 4월 1일 지정                                                    |      |
| 48호  |      | 서현사지 (西峴祠址)                                                                                 | 전북 정읍시 태인면 태서리 909                          | 박혜동                         | 1981년 4월 1일 지정                                                    |      |
| 49호  |      | 도산리지석묘 (道山里支石墓)                                                                         | 전북 고창군 고창읍 도산리 536                          | 고창군                         | 1981년 4월 1일 지정, 1994년 12월 21일 해제, 사적 제391호로 승격        |      |
| 50호  |      | 대항리패총 (大項里貝塚)                                                                             | 전북 부안군 변산면 대항리 389-1,390                    | 부안군                         | 1981년 4월 11일 지정                                                   |      |
| 51호  |      | 우덕리산성 (優德里山城)                                                                             | 전북 정읍시 덕천면 우덕리 산6                          | 정읍시                         | 1981년 4월 1일 지정                                                    |      |
| 52호  |      | 척문리산성 (尺門里山城)                                                                             | 전북 남원시 이백면 척문리 244                          | 남원시                         | 1981년 4월 1일 지정                                                    |      |
| 53호  |      | 고부구읍성 (古阜舊邑城)                                                                             | 전북 정읍시 고부면 고부리 산1-1                        | 정읍시                         | 1981년 4월 1일 지정, 2008년 5월 28일 해제, 사적 제494호로 승격         |      |
| 54호  |      | 두승산성 (斗升山城)                                                                                 | 전북 정읍시 고부면 입석리 산21                         | 정읍시                         | 1981년 4월 1일 지정                                                    |      |
| 55호  |      | 금사동토성 (金寺洞土城)                                                                             | 전북 정읍시 영원면 은선리 26                           | 정읍시                         | 1981년 4월 1일 지정                                                    |      |
| 56호  |      | 은선리토성 (隱仙里土城)                                                                             | 전북 정읍시 영원면 은선리 193                          | 정읍시                         | 1981년 4월 1일 지정                                                    |      |
| 57호  |      | 은선리고분군 (隱仙里古墳群)                                                                         | 전북 정읍시 영원면 은선리 1-3                          | 정읍시                         | 1981년 4월 1일 지정, 2018년 4월 26일 해제, 사적 제453호로 승격         |      |
| 58호  |      | 운학리고분군 (雲鶴里古墳群)                                                                         | 전북 정읍시 영원면 운학리 54                           | 정읍시                         | 1981년 4월 1일 지정                                                    |      |
| 59호  |      | 지사리고분군 (知士里古墳群)                                                                         | 전북 정읍시 영원면 은선리 402-5                        | 정읍시                         | 1981년 4월 1일 지정                                                    |      |
| 60호  |      | 화산천주교회 (華山天主敎會)                                                                         | 전북 익산시 망성면 화산리 1158-6                       | 천주교전주교구유지재           | 1982년 8월 30일 지정, 1987년 7월 18일 해제, 사적 제318호로 승격        |      |
| 61호  |      | 삼세오충렬유적 (三世五忠烈遺蹟)                                                                     | 전북 익산시 용안면 중신리 131-1                        | 오균석                         | 1982년 8월 30일 지정                                                   |      |
| 62호  |      | 백련사지 (白蓮寺址)                                                                                 | 전북 무주군 설천면 삼공리 산107                        | 백련사                         | 1979년 12월 27일 지정                                                  |      |
| 63호  |      | 영은사지 (靈隱寺址)                                                                                 | 전북 정읍시 내장동 590                                 | 내장사                         | 1979년 12월 27일 지정                                                  |      |
| 64호  |      | 남강정사 (南崗精舍)                                                                                 | 전북 김제시 금구면 상신리 65-1                         | 장방호                         | 1983년 8월 24일 지정                                                   |      |
| 65호  |      | 이매창묘 (李梅窓墓)                                                                                 | 전북 부안군 부안읍 서외리 567                          | 이계천                         | 1983년 8월 24일 지정                                                   |      |
| 66호  |      | 마이산 (馬耳山)                                                                                     | 전북 진안군 마령면 동촌리 18,진안읍 단양리 127-1       | 진안군                         | 1983년 8월 24일 지정, 2003년 10월 31일 해제, 명승 제12호로 승격        |      |
| 67호  |      | 원통사지 (圓通寺址)                                                                                 | 전북 무주군 안성면 죽천리 1외 2필지                    | 원통사                         | 1983년 8월 24일 지정                                                   |      |
| 68호  |      | 천주교순교자묘 (天主敎殉敎者墓)                                                                     | 전북 전주시 대성동 산 11번지                           | 재단전주교구천주교회유지재단   | 1984년 9월 20일 지정                                                   |      |
| 69호  |      | 백제의익산사적지대 (백제의익산사적지대)                                                             | 전북 익산시 금마면 기양리                              | .                              | 1984년 9월 20일 지정, 1984년 12월 20일 해제, 해제사유 미상             |      |
| 70호  |      | 금마도토성 (金馬都土城)                                                                             | 전북 익산시 금마면 서고도리 산14                       | 익산시                         | 1984년 9월 20일 지정                                                   |      |
| 71호  |      | 숲정이 (숲정이)                                                                                     | 전북 전주시 덕진구 진북1동 1034-1                      | 천주교유지재단                 | 1984년 9월 20일 지정                                                   |      |
| 72호  |      | 남고사지 (南固寺址)                                                                                 | 전북 전주시 완산구 동서학동 2가 24번지                 | 남고사주지                     | 1985년 8월 16일 지정                                                   |      |
| 73호  |      | 내장사지 (內藏寺址)                                                                                 | 전북 정읍시 내장동 576외 5필                           | 내장사                         | 1985년 8월 16일 지정                                                   |      |
| 74호  |      | 정충사지 (旌忠祠址)                                                                                 | 전북 정읍시 흑암동 597                                 | 김성철                         | 1985년 8월 16일 지정                                                   |      |
| 75호  |      | 합미성 (合米城)                                                                                     | 전북 장수군 장수읍 사천리 177-1                        | 장수군                         | 1985년 8월 16일 지정                                                   |      |
| 76호  |      | 귀정사지 (歸政寺址)                                                                                 | 전북 남원시 산동면 대상리 1042                         | 귀정사                         | 1985년 8월 16일 지정                                                   |      |
| 77호  |      | 부안실상사지 (扶安實相寺址)                                                                         | 전북 부안군 변산면 중계리 164                          | 실상사                         | 1986년 9월 9일 지정                                                    |      |
| 78호  |      | 내소사일원 (來蘇寺一圓)                                                                             | 전북 부안군 진서면 석포리 268                          | 내소사                         | 1986년 9월 9일 지정                                                    |      |
| 79호  |      | 남원사직단 (南原社稷檀)                                                                             | 전북 남원시 향교동 793                                 | 남원사직단관리위원회           | 1992년 6월 20일 지정                                                   |      |
| 80호  |      | 서벽정 (棲碧亭)                                                                                     | 전북 무주군 설천면 두길리 2109                         | 하헌균                         | 1992년 6월 20일 지정                                                   |      |
| 81호  |      | 만육최양선생유허비 (晩六崔瀁先生遺墟碑)                                                             | 전북 진안군 백운면 반송리 360-2                        | 최영진외2명                    | 1992년 6월 20일 지정                                                   |      |
| 82호  |      | 현포보수로및중건불망비 (玄圃洑水路및重建不忘碑)                                                     | 전북 순창군 동계면 현포리 산2외3필, 주월리 476         | 순창군                         | 1992년 6월 20일 지정                                                   |      |
| 83호  |      | 타루비 (墮淚碑)                                                                                     | 전북 장수군 천천면 장판리 산21                         | 장수군                         | 1993년 8월 31일 지정                                                   |      |
| 84호  |      | 신석정고택 (辛錫正故宅)                                                                             | 전북 부안군 부안읍 선은리 560                          | 송덕녀                         | 1993년 8월 31일 지정                                                   |      |
| 85호  |      | 금구산성 (金溝山城)                                                                                 | 전북 김제시 금구면 월전리 산78외 3필,선암리 산28외 3필 | 김제시                         | 1993년 8월 31일 지정                                                   |      |
| 86호  |      | 설씨부인, 신경준선생유지(귀래정신말주후손세거지) (薛氏婦人, 申景濬先生遺址(歸來亭申末舟後孫世居地)) | 전북 순창군 순창읍 가남리 518-1                        | 신진식                         | 1994년 8월 10일 지정                                                   |      |
| 87호  |      | 구군산세관본관 (舊群山稅關本館)                                                                     | 전북 군산시 장미동 49-38                               | 관세청(군산세관)               | 1994년 8월 10일 지정, 2018년 8월 6일 해지, 사적 제545로 승격           |      |
| 88호  |      | 적상산사고지유구 (赤裳山史庫址遺構)                                                                 | 전북 무주군 적상면 북창리 117-5                        | 안국사                         | 1995년 6월 20일 지정                                                   |      |
| 89호  |      | 팔효사의은행나무 (八孝祠의은행나무)                                                                 | 전북 김제시 신풍동 509                                 | 팔효사                         | 1996년 3월 29일 지정                                                   |      |
| 90호  |      | 백관수선생고택 (白寬洙先生古宅)                                                                     | 전북 고창군 성내면 덕산리 44번지                       | 유상기                         | 1997년 7월 18일 지정                                                   |      |
| 91호  |      | 이석용생가 (李錫庸生家)                                                                             | 전북 임실군 성수면 삼봉리 676                          | 이명근                         | 1997년 7월 18일 지정                                                   |      |
| 92호  |      | 임병찬창의유적지 (林秉瓚倡義遺蹟址)                                                                 | 전북 정읍시 산내면 종성리 276-1외                      | 정읍시외                       | 1998년 1월 9일 지정                                                    |      |
| 93호  |      | 금동느티나무 (琴洞느티나무)                                                                         | 전북 정읍시 소성면 화룡리 744-1                        | 김순태                         | 1998년 1월 9일 지정                                                    |      |
| 94호  |      | 추수경장군묘역 (秋水鏡將軍墓域)                                                                     | 전북 완주군 봉동읍 은하리 814외 3필지                  | 추수경장군묘역성역화추진위원회 | 1998년 1월 9일 지정                                                    |      |
| 95호  |      | 가림리줄사철나무 (가림리줄사철나무)                                                                 | 전북 진안군 진안읍 가림리 1140                         | 진안읍장                       | 1998년 1월 9일 지정                                                    |      |
| 96호  |      | 설진영서실 (薛鎭永書室)                                                                             | 전북 순창군 금과면 동전리 25                           | 설상환                         | 1998년 1월 9일 지정                                                    |      |
| 97호  |      | 강천사모과나무 (剛泉寺모과나무)                                                                     | 전북 순창군 팔덕면 청계리 995                          | 강천사                         | 1998년 1월 9일 지정                                                    |      |
| 98호  |      | 웅포리고분군 (熊浦里古墳群)                                                                         | 전북 익산시 웅포면 웅포리 산90                         | 경주최씨부제학공파종중         | 1998년 11월 27일 지정                                                  |      |
| 99호  |      | 천호산성 (天壺山城)                                                                                 | 전북 익산시 여산면 호산리                              | 여산송씨시조진사공대종중       | 1999년 4월 23일 지정                                                   |      |
| 100호 |      | 성미산성 (城嵋山城)                                                                                 | 전북 임실군 관촌면 덕천리 산24번지 일원                | 임실군                         | 1999년 4월 23일 지정                                                   |      |

## 참고 자료
- 전북도보 - '목차' - '문화재' 검색